# Pierre Péchin
Pour les articles homonymes, voir Péchin.
Pierre Péchin, né le 10 février 1947 à Montbéliard (Doubs) et mort le 29 janvier 2018 à Marly-le-Roi (Yvelines), est un humoriste français.
Il est célèbre pour ses canulars téléphoniques sur la radio Europe 1.

## Biographie

### Carrière
Sortant du Cours Simon en 1972, il se tourne vers le cabaret.
En 1974 il crée J'peux pas jouer au Café d'Edgar, et l'enregistre en album 33 tours avec pour partenaire Sylvie Joly. Le succès est très rapide : en 1975 il reçoit le prix de l'humour de la SACEM, et en 1976 il est sacré Meilleur Humoriste de l'année.
Pierre Péchin sera très présent, entre 1975 et 1977, à l'émission télévisée Numéro un du couple Carpentier, participant huit fois à cette émission. 
Engagé par Europe 1 pendant deux ans, il commet cinq mille canulars téléphoniques avec Alexandre Marcellin et Jean Châtel, et remplit treize fois l'Olympia. Il poursuivra ensuite ses canulars téléphoniques sur RMC.
À partir de 1989, s'il disparaît progressivement de la scène médiatique et ne fait plus de télévision Pierre Péchin continue à se produire sur scène, comme au cabaret lyonnais Le Distingo en décembre 2002.
En 2005 il se produit au Cabaret du Heuhaus à Eguisheim près de Colmar en Alsace.
En 2006 il se produit dans un nouveau spectacle La cigale est de retour, au théâtre de Nesle, dans le 6e arrondissement de Paris, du 8 mars au 9 avril.
Le 25 février 2006 le Figaro lui consacre un article, avant une interview sur Nostalgie et un article dans Ici Paris paru le 7 mars 2006. Invité par Pierre Perret dans l'émission Vivement Dimanche sur France 2 diffusée le 23 avril 2006, il participe à l'émission Vie privée, vie publique, diffusée le 3 mai 2006, puis poursuit ses représentations en mai et juin 2007 au Théâtre de Nesle ; sur scène du 6 au 24 juin 2007 au Théâtre du Gymnase à Paris pour son dernier spectacle Tout le monde me regarde. Un DVD sort au mois de mai suivant et l'humoriste poursuit une tournée de cabarets.
À partir du mois d'octobre 2014 il participe à la tournée des Éternels du Rire qui se produit dans toute la France jusqu'à la mi-décembre.

### Vie privée
Pierre Péchin a deux filles : Johanna et Roxanne.
Il meurt à son domicile de Marly-le-Roi le 29 janvier 2018 d'un cancer. Ses obsèques se sont déroulées le 7 février 2018 à Noisy-le-Roi (Yvelines).

## Sketches les plus connus
- S'il vô plait !
- La cèggal è la foôrmi
- La dictée
- Le côrbo è lè rênaar
- Dracula
- L'avenue de la Marne
- Le match de tennis
- L'alcoolo

## Discographie
- 1979 La banana (single), 1981 Je n'ai pas bougé (single)
- 1974 : J'peux pas jouer
- 1976 : À l'Olympia
- 1978 : Les téléphones de P. Péchin sur Europe 1 (avec Alexandre Marcellin & Jean Chatel)
- 1979 : En public
- 1990 : J'vais dire
- 2006 : La Cigale est de retour

## Filmographie
- 1974 : Le Plumard en folie, de Jacques Lemoine
- 1988 : Cinématon no 1033, de Gérard Courant (documentaire)
- 1993 : Gabriel, de Mounir Dridi (TV)
- 2003 : Le Dernier des immobiles, de Nicola Sornaga